# Niemeyera chartacea
Niemeyera chartacea är en tvåhjärtbladig växtart som först beskrevs av Frederick Manson Bailey, och fick sitt nu gällande namn av Cyril Tenison White. Niemeyera chartacea ingår i släktet Niemeyera och familjen Sapotaceae. Inga underarter finns listade i Catalogue of Life.